# 小行星1855
小行星1855（1855 Korolev）是一颗围绕太阳公转的小行星。1969年10月8日，柳德米拉·切爾尼赫在克里米亚发现了此天体。
該小行星以蘇聯火箭科學家謝爾蓋·科羅廖夫命名。
这颗小行星的绝对星等为349.38477等。